# Janie Fricke
Janie Fricke (South Whitley (Indiana), 19 december 1947) is een Amerikaanse countryzangeres.

## Jeugd
Janie Fricke groeide op op een farm in de staat Indiana. Beïnvloed door haar ouders (haar vader was gitarist en moeder organiste) ontwikkelde ze al als kind een passie voor muziek. Tijdens haar collegeperiode verdiende ze geld met het opnemen van gezongen reclamespots, de zogeheten jingles. Dankzij haar buitengewoon mooie stem bereikte ze in het circuit snel een zekere status. In 1972, na afsluiting van haar studie, besloot ze om het vooreerst met een carrière in de muziekwereld te proberen.

## Carrière
De zoektocht naar interessante en lucratieve opgaven voerde haar vervolgens naar Memphis, Dallas, Los Angeles en uiteindelijk in 1975 naar Nashville. In de muziekstad ontwikkelde ze zich snel tot een veelgevraagde achtergrondzangeres. In de loop van jaren werkte ze mee bij de productie van meer dan 1200 albums. Ze werkte samen met bijna alle grootheden. Met Elvis Presley stond ze tijdens een concert in Memphis op het podium.
De gevestigde countrymuzikant Johnny Duncan werd opmerkzaam op de getalenteerde zangeres en liet haar bij zijn opnamen enkele solo-passages zingen. Dat alweer wekte de interesse van de invloedrijke producent Billy Sherrill. Het kostte iets moeite om Janie Fricke te overtuigen voor een solocarrière. Ze was als achtergrondzangeres goed in de business en schuwde de tournee-stress, die muzikanten over zich heen moesten laten gaan met eigen platen.
Haar eerste singles werden in 1977 geproduceerd bij Columbia Records. Ze bereikten respectabele hitparade-klasseringen. Een jaar later lukte het met On My Knees in een duet met Charlie Rich de toppositie in te nemen. Een probleem was haar zangtechnische veelzijdigheid. Ze beheerste talrijke stijlen en was verhoudingsgewijs moeilijk te classificeren. Haar nabijheid tot de popmuziek was echter in de toenmalige tijd geenszins ongewoon voor een countryzangeres.
In 1982 wisselde ze van producent. Onder Bob Montgomery werden onverwachts twee verdere nummer 1-hits opgenomen: He's A Heartache (Looking For A Place To Happen) en Tell Me A Lie. In hetzelfde jaar en ook in 1983 won ze de CMA Award als countryzangeres van het jaar. Verdere onderscheidingen en tophits volgden. Tijdens het midden van de jaren 1980 veranderde ze kortstondig haar naam in Janie Frickie. Haar plaatverkopen verminderden drastisch. In 1989 werd haar contract met Columbia Records ontbonden.
In 1992 vond ze bij het nieuw opgerichte Branson Entertainment een onderkomen. Er werden nog twee albums gepubliceerd, waarmee ze echter niet meer aan de successen van het verleden kon evenaren.

## Onderscheidingen
- 1979: TNN Awards - New Female Vocalist
- 1982: CMA Awards - Female Vocalist Of The Year
- 1983: ACM Awards - Top Female Vocalist
- 1983: CMA Awards Female - Vocalist Of The Year
- 1983: TNN Awards Top - Female Vocalist
- 1984: TNN Awards - Top Female Vocalist

## Discografie

### Albums
Columbia
- 1978: Singer Of Songs
- 1979: Love Notes
- 1980: Sleeping With Your Memory
- 1980: From The Heart
- 1980: Nice 'N' Easy
- 1981: I'll Need Someone To Hold Me When I Cry
- 1982: It Ain't Easy
- 1982: Greatest Hits-Janie Fricke
- 1983: Love Lies
- 1984: The First Word In Memory
- 1985: Someone Else's Fire
- 1985: The Very Best Of Janie Fricke
- 1986: Black & White
- 1987: After Midnight
- 1987: Celebration
- 1988: Saddle The Wind
- 1989: Labor Of Love

Branson
- 1992: Crossroads: Hymns Of Faith
- 1993: Now & Then

- Bibliothèque nationale de France: cb138941649 (data)
- Gemeinsame Normdatei: 134378024
- International Standard Name Identifier: 0000 0001 1816 1214
- Library of Congress Control Number: n88645939
- MusicBrainz: fd2a2e7a-c2fe-4046-963d-a1a5d863015b
- Virtual International Authority File: 71577935
- WorldCat: E39PBJhGVk98jtjdgxjbGfcQMP